# Józef Smakulski
Józef Smakulski (ur. 30 czerwca 1906 w Wanne-Eickel, zm. 13 czerwca 1976 we Wrocławiu) – polski lekkoatleta, który socjalizował się w rzucie oszczepem.
W latach 1926–1928 sześć razy bronił barw narodowych w meczach międzypaństwowych odnosząc w nich dwa zwycięstwa indywidualne. Zdobył dwa medale mistrzostw Polski seniorów – w 1927 roku wywalczył złoto w rzucie oszczepem oraz srebro w rzucie oszczepem oburącz. W kampanii wrześniowej służył w stopniu podporucznika w Armii Poznań. Rekord życiowy: 57,72 (12 czerwca 1927, Lwów) – rezultat ten był do 1930 roku rekordem Polski.